# 레닌그라드 포위전
레닌그라드 포위전(영어: Siege of Leningrad) 또는 레닌그라드 봉쇄(러시아어: блокада Ленинграда, 로마자 표기: blokada Leningrada)는 제2차 세계 대전 중 동부 전선에서 상트페테르부르크의 옛 이름인 레닌그라드에서 발발한 독일 북부 집단군의 장기간 군사 작전이다. 포위전은 1941년 9월 8일 마지막 육상 연결 통로가 끊어지면서 시작되었다. 비록 소비에트 연방이 1943년 1월 18일 도시로 연결되는 작은 회랑 부분을 해방하지만, 완전한 포위전 종료는 전투 시작 872일 만인 1944년 1월 27일 끝났다. 이 전투는 역사상 가장 길었고 파괴적인 포위전이었을 뿐 아니라 가장 많은 사상자인 약 4백만 명의 사상자를 입은 도시 전투로 꼽힌다.

## 배경
레닌그라드 점령은 바르바로사 작전의 3가지 목표 중 하나였고 북부 집단군의 주요 목표였다. 레닌그라드의 전략적 가치는 옛 러시아 수도로서의 정치적 중심지이자 러시아 혁명의 상징적인 장소였고, 소련 발트 함대의 주요 거점으로 군사적 중요도가 높았으며 산업 시설과 무기 공장이 모인 대도시였다. 1939년부터 이 도시는 소련 산업 생산의 11%를 차지했다. 아돌프 히틀러는 레닌그라드를 확실히 점령할 것이라 생각했고 이미 호텔 아스토리아에서 개최될 승리 행사 초대장을 이미 인쇄하고 있었다고 보고되고 있다. 아직 나치 독일의 레닌그라드에 대한 궁극적인 계획은 여러 가지 이론이 있지만, 소련 저널리스트 레프 베지멘스키가 주장하는 바에 따르면, '아돌프스부르크' 등으로 이름을 개칭하고 제너럴플랜 오스트에 따라 제국의 새로운 잉에르만란드 주의 주도가 되고, 완전히 도시의 시민을 죽일 것이 분명했다. 9월 29일 북부 집단군에게 보낸 명령문에 따르면 다음과 같다.
"소비에트 러시아의 패배 이후, 이 큰 도시 중앙에 대한 지속적인 유지 여부는 관심이 없을 수 있다. [...] 도시를 포위한 이후, 인구 재배치와 공급 문제는 우리가 해결할 할 수 없고 해서는 안되기 때문에 항복 협상 요청은 거부해야 한다. 우리의 존재를 위한 전쟁에서, 우리는 이 매우 많은 도시 인구의 일부라도 존재에 관심을 가질 수 없다."

히틀러의 궁극적인 계획은 레닌그라드 지역을 완전히 파괴하고 네바강 북부의 영토는 핀란드에게 주는 것이였다.

## 준비

### 독일군의 계획
빌헬름 리터 폰 레프 하의 북부 집단군은 레닌그라드의 주 목표로 진출했다. 폰 레프의 계획은 도시로 이동하여 점령하는 것이었지만, 히틀러는 독일 참모총장 프란츠 할더가 페도르 폰 보크의 모스크바 공세를 지원하기 위해 남쪽으로 이동해야 한다는 주장을 받아들여 독일 4 기갑군을 후퇴시키고 폰 레프는 라도가호 기슭에 도착하여 도시를 무한정 포위하기 시작했고 칼 구스타프 에밀 만네르헤임 하의 핀란드 육군은 레닌그라드 동부의 스비리강에서 대기하며 포위를 완료했다.
독일군은 남쪽에서 영토를 점령하는 동안, 핀란드군은 레닌그라드 북부에 있었다. 독일군과 핀란드군 모두 레닌그라드를 포위하고 봉쇄 지역의 경계를 유지한다는 목표를 가지고 있었고, 도시와의 모든 통신망을 차단하고 음식 및 보급품을 운반하는 기선 통행을 막았다. 독일군은 시민에 대한 최고의 무기가 음식이 될 것이라고 계획했다. 독일 과학자들은 레닌그라드가 몇 주 후에 기아 상태에 접어들 것이라고 예측했다.

### 레닌그라드 요새 지대

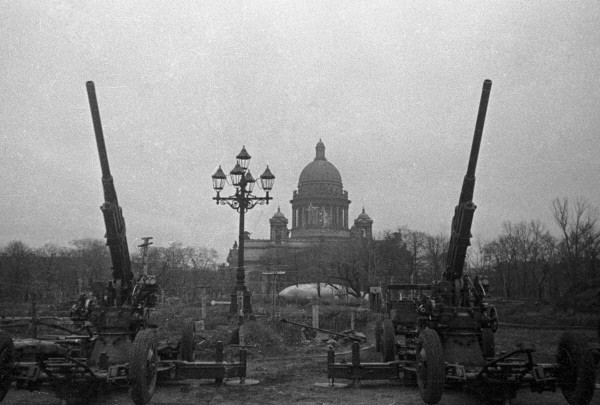
레닌그라드 성 이사악 성당 앞에서 경계하고 있는 소련 대공포.

1941년 6월 27일, 레닌그라드 의회는 첫 민간인으로 구성된 '반격 그룹'을 조직하도록 결정했다. 다음날에는 레닌그라드 민간인 전부가 위험 대상으로 통보되고 요새 건설에 동원되었다. 방어선 몇몇 곳은 남쪽과 북쪽으로 몰려오는 적들의 저항을 막기 위해 도시의 경계를 따라 민간인들이 방어하는 선으로 이루어졌다.
방어선의 남쪽은 루가강에서 시작하여 추도보, 가치나, 우리츠크, 풀코보, 네바강까지 이어졌다. 방어선의 다른 부분은 페테르고프, 가치나, 풀코보, 콜피노, 콜트스키로 이어졌다. 북쪽의 핀란드군을 방어하는 선은 카렐리냐 요새 지역으로 1930년대 이후 레닌그라드 북부 교외에서 있어왔다가 다시 사용하기 시작했다. 총 방어선은 190 km의 목재 바리케이드, 635 km의 철조망, 700 km의 대전차 도랑, 5,000 km의 토재 및 목재 진지 및 철큰 콘크리트 진지, 25,000 km의 참호로 이들 중 대부분이 민간인이 건설했다. 또한, 러시아 순양함 오로라의 포가 레닌그라드 남쪽의 풀코보 고지로 이동했다.

## 편제
동프러시아의 4 기갑군은 프스코프까지 빠른 전진을 하였으며 루가와 벨리키노브고로드 지역에 근접했고 레닌그라드가 작전 범위까지 들어왔지만, 도시 남부에서 강력한 저항으로 인해 전진이 멈췄다. 그러나, 18 군은 약 35만 명이 뒤쳐져 있음에도 불구하고 소련 북서부 전선군이 레닌그라드로 후퇴할 때 오스트로프와 프스코프로 진격했다. 7월 10일에는 오스트로프와 프스코프가 함락되었으며 18군은 나르바와 킨기세프에 도착했고 루가강 방어선 곳곳에서 레닌그라드로 전진하려는 움직임을 보였다. 이는 핀란드만에서 라도가 호수로 전진함으로써 모든 방향에서 레닌그라드를 고립시킨다는 목표에 부합했다. 핀란드 육군은 라도가 호수 동부 연안을 따라 전진할 것으로 예상했다.

### 전투 서열

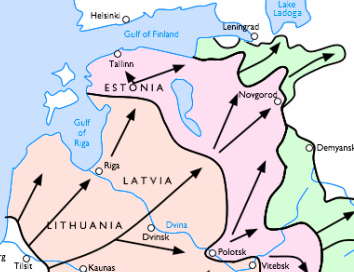
1941년 북부 집단군의 소련 진격도.
산호색은 7월 9일까지 전진이다.
분홍은 9월 1일까지 전진이다.
초록은 12월 5일까지 전진이다.

#### 독일군
- 북부 집단군 (원수 빌헬름 리터 폰 레프)[22]
  - 18 군 (게오르그 폰 퀴흘러)
    - 42 군단 (2개 보병 사단)
    - 46 군단 (3개 보병 사단)

  - 16 군 (에른스트 부슈)
    - 28 군단 (마우리츠 폰 뷔크토린) (2개 보병 사단, 1개 기갑 사단)
    - 1 군단 (2개 보병 사단)
    - 3 군단 (3개 보병 사단)
    - 2 군단 (3개 보병 사단)
    - (50 군단 — 9 군 하에 있음) (2개 보병 사단)

  - 4 전차 집단 (에리히 회프너)
    - 38 군단 (프리드리히윌리엄 폰 차푸니스) (1개 보병 사단)
    - 41 기갑 군단 (게오르크한스 라인하르트) (1개 보병 사단, 1개 기계화 사단, 1개 기갑 사단)
    - 56 기갑 군단 (에리히 폰 만슈타인) (1개 보병 사단, 1개 기계화 사단, 1개 기갑 사단, 1개 기갑척탄병 사단)

#### 핀란드군
- 핀란드 방위군 본부 (핀란드 원수 만네르하임)[23]
  - 1 군단 (2개 보병 사단)
  - 2 군단 (2개 보병 사단)
  - 4 군단 (3개 보병 사단)

#### 붉은 군대
- 북부 전선군 (중장 포포프)[24]
  - 7 군 (2개 소총병 사단, 1개 의용군 사단, 1개 해병 여단, 3개 기계화 소총병 및 1개 기갑 연대)
  - 8 군
    - 10 소총병 군단 (2개 소총병 사단)
    - 11 소총병 군단 (3개 소총병 사단)
    - 독립 부대 (3개 소총병 사단)

  - 14 군
    - 42 소총병 군단 (2개 소총병 사단)
    - 독립 부대 (2개 소총병 사단, 1개 요새화 지역, 1개 기계화 소총병 연대)

  - 23 군
    - 19 소총병 군단 (3개 소총병 사단)
    - 독립 부대 (2개 소총병 사단, 1개 기계화 사단, 2개 요새화 지역, 1개 소총병 연대)

  - 루가 작전 집단군
    - 41 소총병 군단 (3개 소총병 사단)
    - 독립 부대 (1개 기계화 여단, 1개 소총병 연대)

  - 킨기세프 작전 집단군
    - 독립 부대 (2개 소총병 사단, 2개 의용군 사단, 1개 기갑 사단, 1개 요새 지역)

  - 독립 부대 (3개 소총병 사단, 4개 수비 사단, 3개 요새화 지역, 1개 소총병 여단)

이들 중, 14 군은 무르만스크를 방어하고 7 군은 카렐리야 지역을 방어하고 있었다. 따라서, 이 군들은 초기 공세 중에는 참여하지 않았다. 8 군은 처음에는 북서부 전선군의 일부였고 발트해를 통해 퇴각했다. 그리고, 7월 14일에는 북서부 전선군에서 북부 전선군으로 재배치되었다.
8월 23일에는 북부 전선군이 레닌그라드 정면부 및 측면부로 나누어졌고 본부는 무르만스크와 레닌그라드 사이 전선의 군들을 통제할 수 없게 되었다.

### 핀란드군의 참여

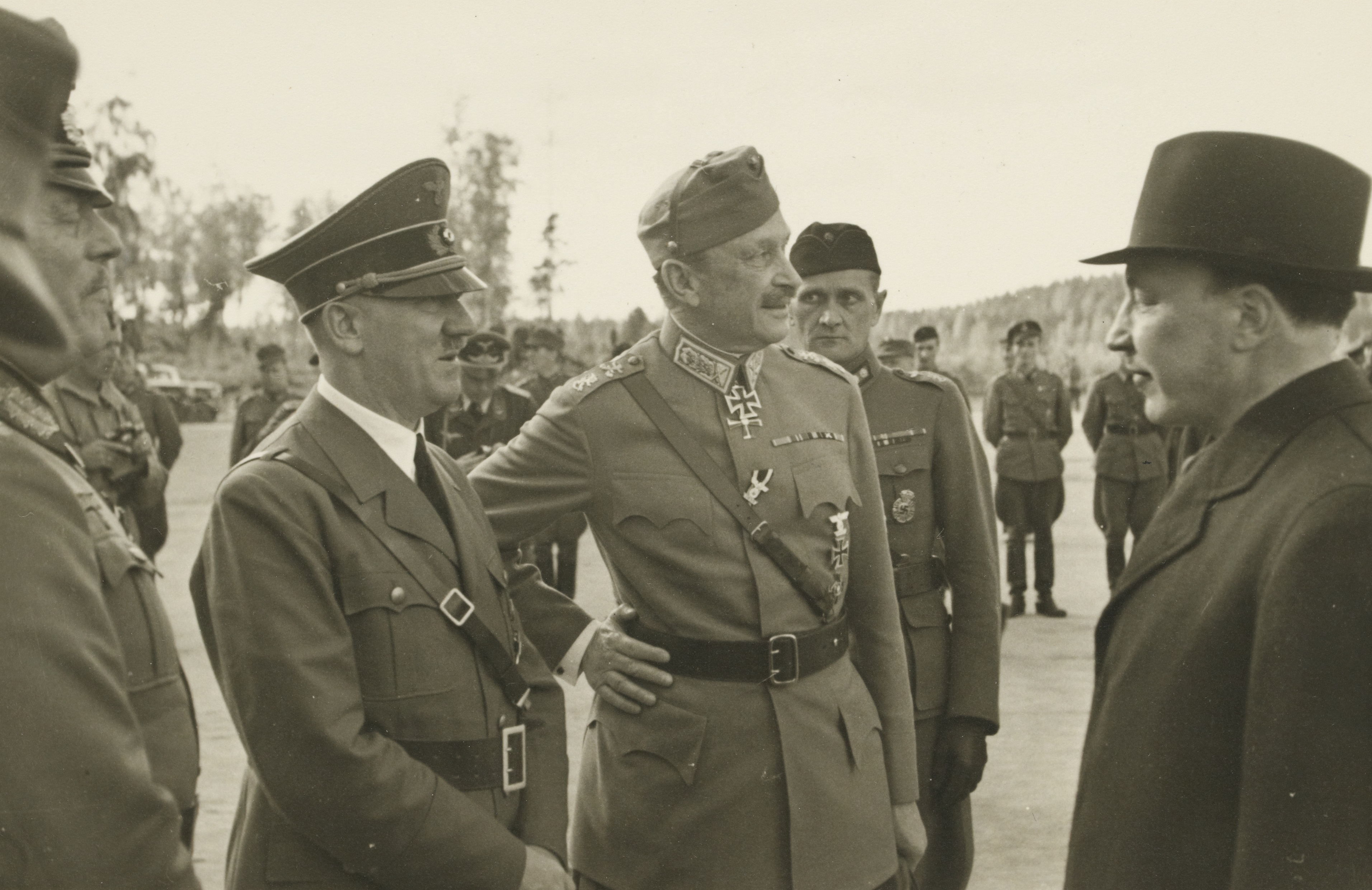
1942년, 이마트라에서 히틀러와 핀란드의 원수 칼 구스타프 에밀 만네르헤임, 핀란드 대통령 리스토 뤼티와 만난 모습.

8월부터 핀란드군은 1939년 당시의 핀란드-소련 국경으로 진출하며 레닌그라드 북부 20km까지 도달하여 도시를 위협하고 있었다. 이 외에도, 핀란드군은 동카렐리야, 라도가 호수 동부를 점령하며 동부에서 도시를 위협했다. 핀란드군은 겨울 전쟁 이전의 국경인 카렐리야 지협에 도달해 베루스트로프와 북 잉그니아의 소련군 돌출부를 제거했으며, 전선을 곧게 만들어 핀란드 만의 해안부터 라도가 호수까지 오래전부터 유지하던 국경을 따라서 전선이 이어졌고 레닌그라드에서 가장 가까운 위치는 여전히 겨울 전쟁 전 국경에서 계속 자리 잡고 있었다. 소련의 주장에 따르면, 9월부터 핀란드군의 카렐리야 방어 사단에 대한 공격이 중단되었지만, 핀란드군은 1941년 8월 이전부터 목표 도달 이후에는 더 이상의 전진을 하지 않았으며, 이 중 일부는 겨울 전쟁 이전 국경 너머에 가 있기도 하였다. 각각의 목표를 달성한 이후, 핀란드는 전진을 중지하고 동칼렐리야로 병력을 옮기기 시작했다. 이후 3년 동안 핀란드군은 이 선을 유지하며 레닌그라드 포위에 참여하지 않았다. 사령부는 레닌그라드를 공격하는 독일의 공격 계획을 거부하고 스비리강 남부로 전진하지 않은 채 9월 7일 동카렐리야를 점령했다(레닌그라드 동부 160 km). 남동쪽에서 독일군이 11월 8일 티흐빈을 점령했지만, 핀란드군이 있는 스비리 강까지 전진하지 못해 레닌그라드를 완전히 포위하는 데 실패했다. 12월 9일, 볼흐프 전선군의 반격으로 인해 티흐빈에서 볼호프강으로 후퇴했다.
1941년 9월 6일, 독일 참모 총장 알프레트 요들은 헬싱키를 방문했다. 그의 목표는 만네르헤임이 공세를 재개하도록 설득시키는 것이었다. 1941년, 핀란드의 대통령 리스토 뤼티는 이 전쟁의 목적은 겨울 저쟁 기간 동안 핀란드가 잃은 영토를 다시 얻고 동부 영토를 합병하여 대핀란드를 만드는 것이라고 핀란드 의회에서 연설했다. 전쟁 이후, 리티 대통령은 다음과 같이 말했다. "1941년 8월 24일, 나는 만네르헤임 원수의 지휘본부에 갔다. 독일군은 계속 국경을 넘어와 레닌그라드를 계속 공격하라고 압박하고 있었다. 나는 레닌그라드 점령이 우리의 목표가 아니며 우리가 거기게 참여하면 안 된다고 말했다. 마네르하임과 국방장관 월든은 내 의견에 동의하고 독일군의 제안을 거부했다. 이 결과는 역설적인 상황이 오게 되었다. 독일군은 북부에서 레닌그라드로 접근할 수 없다..." 사실 독일군과 핀란드 육군은 1944년 1월까지 함께 포위망을 유지했지만, 핀란드군의 체계적인 포격 작전이나 폭격 작전이 없었다.
핀란드군의 위치는 레닌그라드 시내로부터 33~35 km 떨어진 곳에 위치했으며 핀란드 공격 위협은 도시 방어를 복잡하게 만들었다. 이 시점에서, 방어중인 전선군 사령관 마키안 포포프는 독일군이 카렐리야 지협에서 23군이 방어하기 위해 핀란드군 증원이 필요하기 때문에 핀란드군의 배치 해제를 막을 수 없다고 생각했다. 만네르헤임은 1939년 국경에 도달한 1941년 8월 31일 공격을 종료하였다. 포포프는 안심하였고, 9월 5일 독일군이 위치한 곳으로 2개 사단을 증원하였다.
이후, 핀란드군은 벨로스트로프와 키르야셀로의 포위망을 풀었고, 이는 부오크스키 강 남부와 해안 사이를 위협하는 위치였다. 핀란드 해안 여단의 총지휘관인 중장 파보 타르벨라와 대령 야르비넌은 독일 사령부에서 라도가 호수의 생명의 길을 차단해 주라는 제안을 받았다. 독일 사령부는 독일 사령부 하 아인사트크사탑 퓌레 오스트(Einsatzstab Fähre Ost)와 핀란드군, 이탈리아 12 공격차량중대를 포함한 K 해군 파견대(Naval Detachment K)로 이루어졌다. 이러한 해군 병력은 1942년 여름과 가을 동안 보급로 공격 작전으로 이용했지만, 오직 물이 어는 기간 동안 경기계화 장비로 멀리 이동하여 공격해야 했고 전선의 변화로 인해 나중에는 이 군들을 재편성하는 것이 더욱 효율적이었다.

### 방어 작전

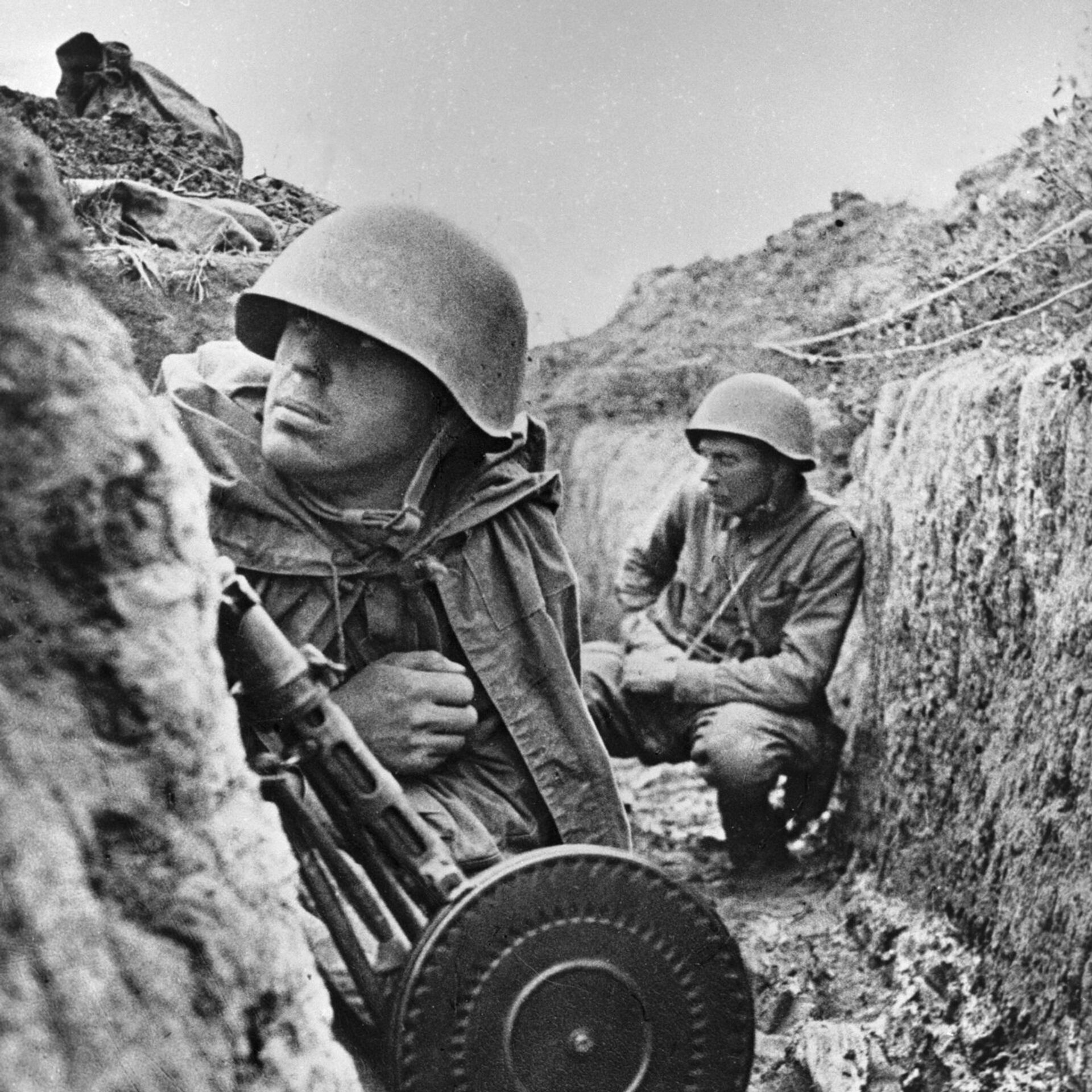
1941년 9월 1일, 레닌그라드 전선의 참호에서 데그챠레프 경기관총으로 무장한 두 소련군.

레닌그라드 전선군(초기에는 레닌그라드 군사 지구)은 원수 클리멘트 보로실로프가 지휘했다. 이 전선군은 핀란드 만과 라도가 호수 사이의 북부 지역에 있던 23 군과 핀란드 만과 파블롭스크-므가의 서부 지역에 있던 48 군을 포함한다. 또한, 레닌그라드 요새 지역, 레닌그라드 주둔군, 발트 함대, 코포레 남부 풀코보 고지-술레츠크-콜피노 지역 작전 그룹도 존재했다.

## 민간인 피난 방위
1941년 9월부터, 키릴 메레츠코프가 지휘하는 볼크호브 전선군은 포위되었고, 4개의 방어 지역으로 나누어지게 되었다. 북부 지역은 23 군, 서부 지역은 42 군, 남부 지역은 55 군이, 동부 지역은 67 군이 맡았다. 볼크호브 전선군의 8 군은 라도가 함대와 함께 도시의 유일한 보급로를 지키는 역할을 맡았다. 6 항공군 레닌그라드 지구 PVO 군단과 발트 함대 항공대가 항공 방어를 맡았다.
140만명 정도 되는 민간인 피난을 보호하는 방위 작전은 레닌그라드 반격 작전의 일부로 구상되었고, 작전은 안드레이 즈다노프, 클리멘트 보로실로프, 알렉세이 쿠즈네초프가 맡았다. 또한, 블리다미르 트리부츠가 지휘하는 발트 함대의 해군이 추가적인 작전을 펼쳤다. V. 바라노브스키, S.V. 제므랴니첸코, P.A. 트랴닌, B.V.

### 포격
9월 8일부터, 독일군은 도시를 포위하며 레닌그라드 및 도시 교외의 보급로를 모두 차단했다. 공세 작전을 할 수 없게 되었으며 도시는 게오르기 주코프가 방어 작전을 맡게 되었고 추축군은 총 872일동안 공성전을 펼쳤다.
레닌그라드의 포격은 1941년 8월 시작되었고, 새로운 장비가 1942년 도착하면서 포격 강도가 높아졌다. 1943년에는 때때로 전년도에 사용했던 만큼 많은 포탄 및 폭탄을 이용하면서 포격 강도는 계속 증가하였다. 또한, 루프트바페가 야간 공습을 하기 위해 종종 어뢰를 사용하곤 했다. 이에 대항해서, 소비에트 연방의 발트 함대 해군항공대는 공방전 동안 군사 작전을 지원하기 위해 총 10만번의 출격을 하였다. 독일군은 이 포격 및 폭격을 통해 소비에트 시민들은 레닌그라드 포위전 동안 5,723명이 사망했고 20,507명이 부상을 입었다.

### 수비군 보급
도시를 방어하기 위해서는 붉은 군대가 레닌그라드를 오고가는 안정적인 보급로 확보가 중요했다. 이 경로는 라도가 호수의 남부를 지나고 있었으며, 겨울철에는 두꺼운 얼음 위로 트럭이 지나다녔고 여름에는 함선이 오고가면서 물자를 운송했다. 이 공급로의 안전은 라도가 함대, 레닌그라드 PVO 부대, 보급로 보안군이 맡았다. 이 공급로는 포위된 도시에서 민간인들을 피난시키는 데 이용되었다. 전쟁의 첫 번째 겨울 동안의 혼란으로 긴급 비상 대피 계획이 없었기 때문에, 1941년 11월 20일 얼어붙은 호수 위로 도로가 만들어지기 전 까지는 굶주리고 있었다.
이 길은 생명의 길(러시아어: Дорога жизни)이라고 지칭되었다. 이 길은 차량이 독일의 포격으로 인해 깨진 얼음에 빠져 침몰하거나 얼음에 미끄러져 매우 위험했다. 이와 같은 겨울철 높은 사망률 때문에 이 길은 "죽음의 길"이라고도 불렸다. 그러나, 이 생명의 길은 군사 및 보급품을 오고갈 수 있게 했고, 도시가 저항을 계속할 수 있도록 부상병 및 민간인을 후방으로 내보낼 수 있게 하는 역할을 하였다.
- 독일군의 포격 중 부상자를 돌보는 간호사 (1941년 9월 10일)
- 1941년 9월 21일 기준 레닌그라드의 전선도
- 도시 포위 기간 이용된 생명의 길에 관한 미군의 선전 영화 《우리는 왜 싸우는가》
- 라도가 호수의 바지선에서 협궤 열차로 보급품을 하역하는 모습 (1942년)

## 도시의 영향
2년 반 동안의 계속된 포위공격은 대규모의 도시 파괴 및 현대 도시에서 벌어진 전투 중 가장 많은 사망자가 발생한 전투로 알려져 있다. 히틀러가 명시한 명령에서는 도시 방어 구역 외곽에 위치한 예카테리나 궁전, 페테르호프 궁전, 로프샤, 스트렐나, 가치나와 같은 차르 궁전 및 기타 역사적 건물들에 존재하는 많은 예술품들을 나치 독일로 가져가 약탈하고 파괴했다. 많은 수의 공장, 병원, 학교 및 사회 기반 시설은 공습 및 장거리 포격으로 파괴되었다.

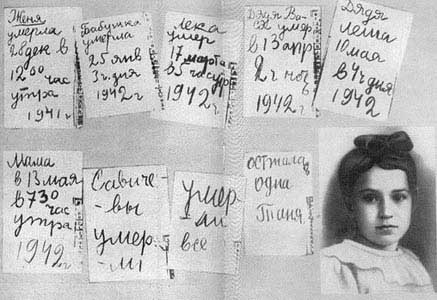
11살 소녀 타냐 사비체바의 일기장. 그의 일기장에는 기아로 인해 할머니, 그리고 삼촌, 그리고 엄마, 그리고 동생이 죽었다고 쓰여 있으며 마지막 장에는 "혼자 남았다"라고 기록되어 있다. 이후 영양장애로 인해 포위전 기간 중 죽었다. 이 일기는 뉘른베르크 재판에 증거물로 재출되었다.

연결선의 차단으로 인해 레닌그라드에 대한 보급은 완전히 끊어졌다. 9월 2일 시민에 대한 식량 배급이 줄어들면서 육체노동자는 하루 빵 600그램, 노동자는 400그램, 그밖에 시민과 아이는 300그램으로 정해지게 되었다. 9월 8일 공습을 받아 상당량의 곡물과 유지(乳脂), 설탕이 소실되었다. 9월 12일 식량의 남은 양은 아래와 같이 계산되었다.
- 곡물, 밀가루 35일분
- 귀리, 분말 30일분
- 육류, 가축 33일분
- 유지 45일분
- 설탕·과자류 60일분

같은 날 배급은 다시 조정되어 육체노동자는 하루 빵 500그램, 노동자와 아이는 300그램, 기타 시민은 250그램으로 바뀌었다. 육군과 발트 함대는 비축분을 갖고 있었으나 충분하지 못했다. 라도가 호수에 배치된 함대는 장비도 충분치 못했고, 여러 차례 독일군의 공습을 받아 9월에는 곡물 수송선이 격침되었다. 수송선은 나중에 인양되었고, 배에서 발견된 부패한 곡물도 빵을 만드는 데 사용하였다. 소맥분을 전부 사용한 후에는 셀룰로오스와 톱밥, 목화씨까지 식용으로 사용하였다. 말의 사료용이었던 귀리도 식용으로 돌렸다. 육류도 떨어지자, 내장 및 가죽도 요리하였다. 시내의 빈 공터에는 양배추 등의 야채를 심었다.
9월 말에는 석유와 석탄도 떨어졌다. 유일하게 쓸 수 있는 연료는 나무였다. 10월 8일 도시의 북쪽에 있던 삼림에서 목재의 채벌이 계획되었으나, 기재도 작업 시설도 없어 10월 24일까지 목재 채벌 계획의 1%만이 실시되었다. 전력 공급도 부족해져, 전력 사용은 군 사령부 및 지역 위원회, 방공 거점 등을 제외하고는 전부 금지되었다. 대부분의 공장이 작업을 중지하고, 11월에는 모든 공공 교통 기관이 통행을 정지했다. 1942년 봄에는 일부 노면 전차가 운행을 재개했으나, 트롤리버스와 버스는 종전까지 재개하지 않았다.
872일간의 포위 동안 물, 에너지, 식량, 공공 서비스 등이 중지되어 레닌그라드 지역에 심각한 기근을 몰고 왔다. 그 결과 군인 150만 명 이상, 주로 어린이와 여성으로 이루어진 민간인 140만 명 이상이 대피 중 포격으로 인한 사망, 기아로 인해 사망했다. 레닌그라드의 피스카례요브스코례 기념비(Piskaryovskoye Memorial Cemetery)는 공방전 기간 중 사망한 민간인 50만 명을 추모하기 위해 건립되었다. 레닌그라드의 경제적 및 인적 피해는 스탈린그라드 전투, 모스크바 공방전, 히로시마와 나가사키의 원자 폭탄 투하의 손실을 초과했다. 레닌그라드 포위전은 가장 사상자가 많은 포위전 중 하나이며 일부 역사학자들은 공격 작전을 대량 학살의 일부로 보기도 하고, 전례 없는 '인종적 이유의 기아 정책' 등 독일과 소련의 전쟁에서 독일이 생각한 전쟁 정책의 중요한 부분 중 하나가 되었다.

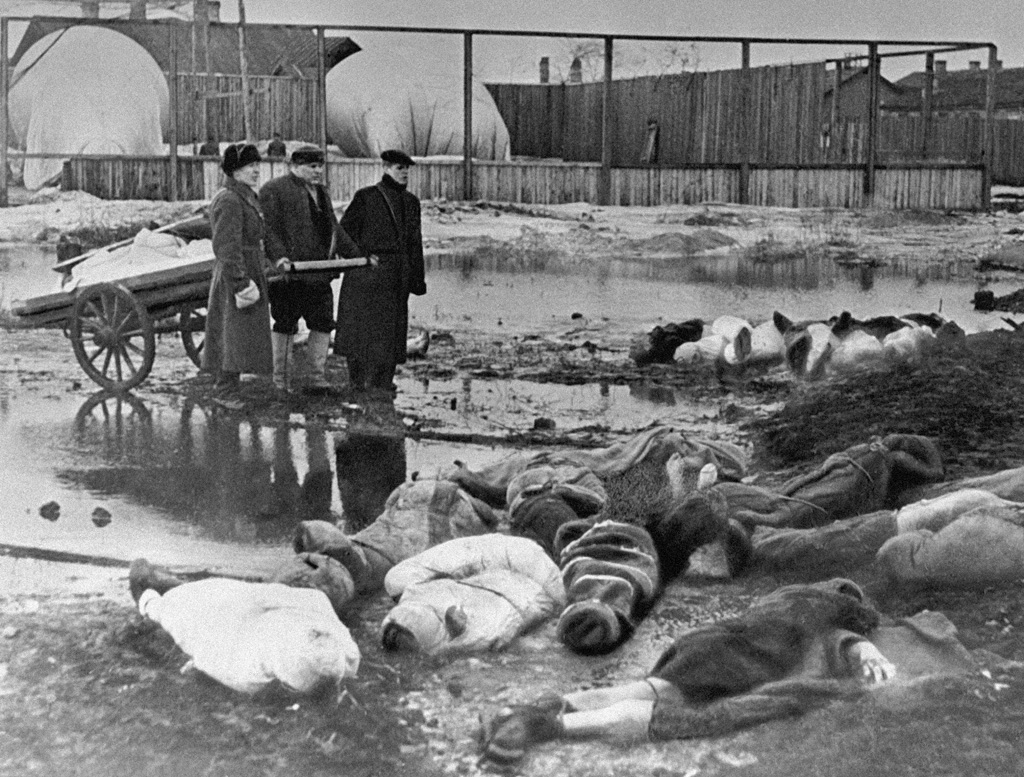
1942년 레닌그라드에서 사망자의 시신을 매장하는 3명의 남자.

겨울이 가까이 오자, 사람들이 굶어 죽기 시작하였다. 식물학자 니콜라이 바비로프의 연구원 중 1명은 식용에 쓰일 수 있었던 20만 종의 식물 종자 수집품을 지키다가 아사했다. 레닌그라드 외곽에는 굶주림과 추위로 죽은 희생자의 시체가 넘쳐났다. 이윽고 식료가 끊어진 도시에서는 사체에서 채집한 인육을 먹는 처참한 상황이 일상화되었다. 인육을 파는 상점까지 나타나 사람들은 이것을 먹었다. 이에 레닌그라드 경찰 안에는 이를 단속하는 '식인단속 기동타격대'가 따로 만들어지기에 이르렀다. 이 타격대의 대장이 바로 조선민주주의인민공화국의 태동에 결정적 영향을 끼친 테렌티 슈티코프다.
레닌그라드 도시의 민간인은 특히 1941년~1942년 겨울 시기 기근으로 고통받았다. 예를 들어, 1941년 11월부터 1942년 2월까지 시민들은 오직 톱밥이 5~60% 이상 함유되고 그외 먹을 수 없는 혼화제 성분의 빵 125 g을 배급받았다. 1942년 1월 2주일 동안에는 이 배급마저 노동자와 군인만 받을 수 있었다. -30 °C에 달하는 극심한 한파와 도시의 교통 시설 정지로 인해, 식품 배급 키오스크에서 불과 몇 km 떨어지지 않은 지역의 많은 시민들도 배급을 받을 수 없었다. 1942년 1월부터 2월까지 매일 700명에서 1,000명의 사람들이 기아로 사망했다. 사람들은 길거리에서 사망했고, 시민들은 곧 죽음의 광경에 익숙해지게 되었다.
1941~1942년 겨울 사이 생존자들이 모든 새, 쥐, 애완동물을 먹어치운 이후에는 식인을 하기 시작했다는 보고가 들어왔다. 굶주린 사람들이 사람들을 공격하고 먹기 시작했다. 레닌그라드 경찰은 식인종들을 단속하는 특별 병력을 배치했다. 이 병력들의 단속 결과 260명의 사람들이 식인 행위로 유죄 판결을 받았다.
1942년 8월 9일, 레닌그라드 라디오 오케스트라에서 드미트리 쇼스타코비치의 7번 교향곡이 연주되었다. 이 연주는 1942년 3월 하룻밤 동안 항공을 통해 독일 방어선을 통과했다. 이 콘서트는 도시의 모든 스피커 및 적진을 향해 방영되었다. 이것은 초기에 히틀러가 레닌그라드의 점령을 축하하기 위해 히틀러가 선택한 날짜이자 신야비노 공세 시작 며칠 전이였다.
11월 20일 라도가 호수가 얼어붙자 말이 끄는 수송 부대가 얼음 위를 통과하여 레닌그라드에 물자를 수송하였다. 그 후 트럭에 의한 수송도 가능하게 되었고, 얼음 위의 연결로를 “생명의 길”(러시아어:Дорога жизни)이라고 불렀다. 호수의 맞은편에서 시내로 물자가 운반되면서 시민의 탈출도 가능하게 되었다. 생명의 길은 1942년 4월 24일까지 152일간 이용되었다. 그 기간 동안 시민 514,000명과 부상한 병사 35,000명이 레닌그라드에서 탈출하였고, 중요한 산업 설비도 운반되었다. 생명의 길은 대공포와 전투기로 방어하였으나, 독일군의 포격과 공습으로 위협이 계속되어 위험은 지극히 높았다. 트럭 운전수들은 이곳을 “죽음의 길”이라고도 불렀다.
1942년 여름에는 라도가 호수 밑바닥으로 29킬로미터의 석유 파이프라인인 “생명의 동맥”이 건설되었다. 겨울이 되어 호수가 얼자, 생명의 길은 다시 열렸다. 12월 20일부터는 말의 왕래가 시작되었고, 4일 후에는 자동차를 이용한 수송도 시작되었다. 빙상 철도의 건설도 이루어졌다.
1943년 1월 12일 라도가 호수 남쪽 부근에 있던 소련군의 반격 작전이 개시되어, 1월 18일 레닌그라드를 연결하는 육상 루트가 확보되었다. 그 후에도 레닌그라드는 독일군에게 부분적으로 포위되어 폭격과 포격을 받았으나, 1944년 1월 소련군의 공세로 인해 독일군이 철수하자 포위는 완전히 풀렸다. 1944년 여름에는 핀란드군도 개전 시의 위치까지 밀려나게 되었다.

## 소련군의 포위망 구호

### 신야비노 공세
신야비노 공세는 1942년 가을 소련군이 도시 봉쇄를 깰려는 시도를 했던 공세이다. 레닌그라드 전선군의 2 충격군과 8 군이 공세의 주공을 맡았다. 같은 시간, 독일 측은 도시를 점령하기 위해 세바스토폴을 점령한 이후 남은 군들에게 측면 공격인 노드리트 작전(Operation Nordlicht)을 준비했다. 전투가 시작될 때까지 양편 모두 상대편의 의도를 알지 못했다.
신야비노 공세는 노드리트 작전이 시작되기 몇 주 전 1942년 8월 27일 레닌그라드 전선군의 19 군이 소규모 공세를 시작하면서 발발했다. 이 작전의 성공적인 시작은 노드리트 작전을 준비하던 독일군이 소련군을 방어하기 위해 투입되도록 만들었다. 독일군의 역공은 티거 전차를 처음으로 투입하면서 제한된 성공을 거두었다. 2 군의 일부가 포위되고 무너진 이후, 소련의 공격이 중지되었다. 그러나, 독일군은 레닌그라드의 공세 작전을 중단했다.

### 이스크라 작전
완벽한 포위망은 레닌그라드 전선군과 볼호프 전선군이 실시한 본격적인 공세인 이스크라 작전의 여파로 파괴되었다. 이 공세는 1943년 1월 12일 아침에 시작되었다. 라도가 호수 남부에서 강력한 독일군의 요새에 전투를 펼친 이후 1943년 1월 18일 볼호프 전선군의 372 소총병 사단과 레닌그라드 전선군의 123 소총병 사단이 서로 만났으며, 약 10~12 km 길이의 땅을 점령하면서 레닌그라드에서 포위된 시민들에게 몇몇 구호를 펼칠 수 있게 되었다.

### 포위전의 끝
레닌그라드 포위전은 1944년 1월 27일 소련군이 레닌그라드-노브고로드 공세를 펼치며 독일군이 도시 남부로 퇴각하면서 끝났다. 이 공세는 레닌그라드 전선군, 볼호프 전선군 및 1 발트 전선군, 2 발트 전선군이 합동으로 치른 공세이다. 발트 함대는 30%의 항공력으로 마지막 독일 국방군에 대한 공격을 펼쳤다. 1944년 여름, 핀란드 방어군에게 비보르크-페트로자보츠크 공세를 펼치면서 핀란드군은 비보르크 만과 부오크시 강 건너편으로 후퇴했다.

## 연대기

### 1941년

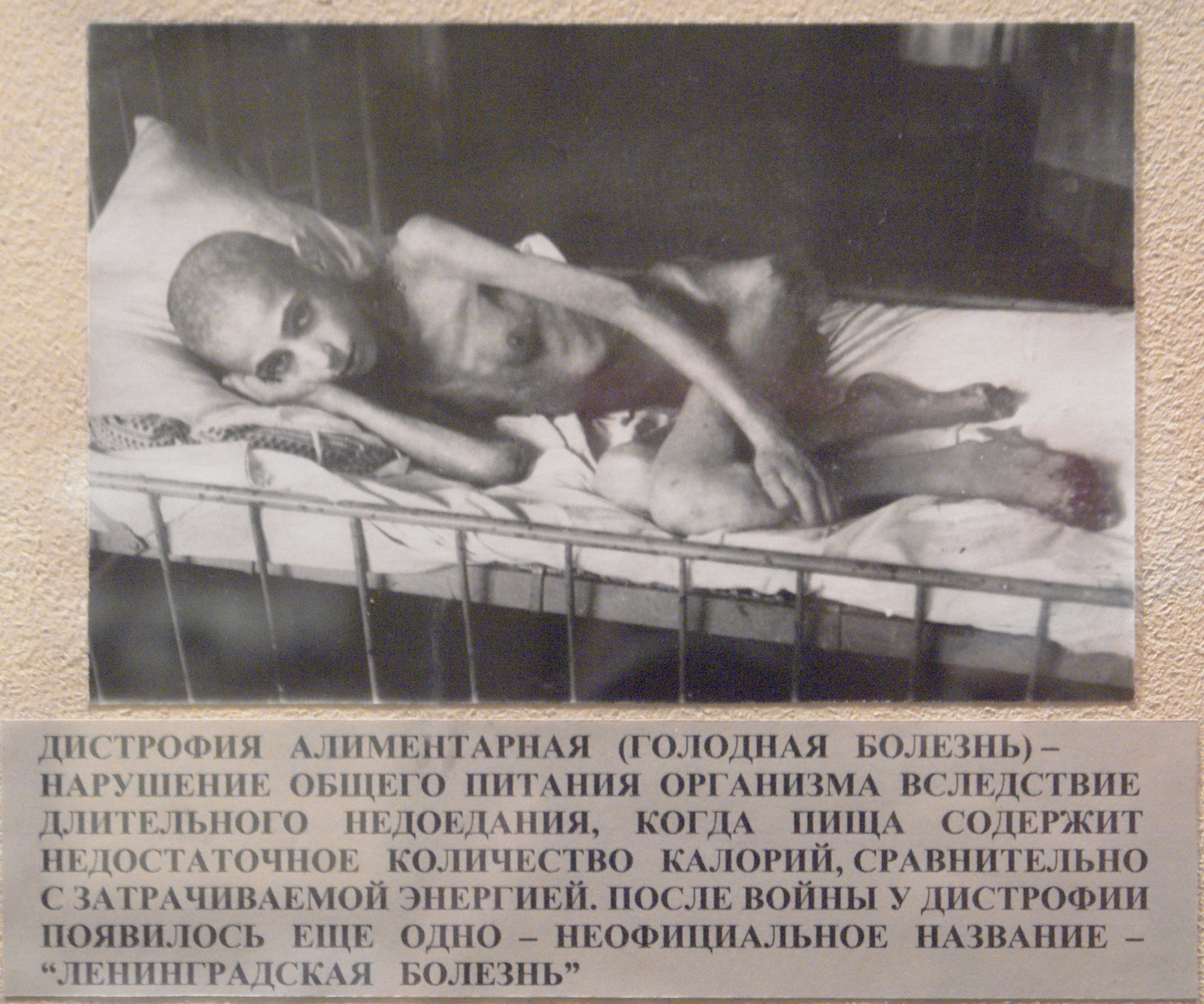
1941년 포위된 레닌그라드에서 기근으로 인한 영양 장애를 입은 희생자.

- 4월: 바르바로사 작전과 제네라플랜 오스트의 계획에 따르면, 히틀러는 레닌그라드를 점령하고 파괴하고자 했다.[50]
- 6월 22일: 바르바로사 작전으로 추축국이 소련을 침공하기 시작한다.
- 6월 23일: 레닌그라드 지휘관인 M. 포포프가 레닌그라드 남부 방어지를 답사한다는 두 번째 명령을 한다.[51]
- 6월 29일: 루가에 방어 진지 건설이 시작됨.[52] 이와 함께 어린이 및 여성의 대피령이 시작.
- 6~7월: 독일군이 전진하면서 프스코프와 노브로고드에서 피난을 온 시민 30만 명이 레닌그라드로 몰려온다. 북서전선군은 레닌그라드 전방 방어선에 배치되기 시작했다. 자원군 및 징집병을 포함한 전선에 있는 군 병력이 200만 명에 도달한다.
- 7월 19일~23일: 북부 집단군의 첫 번째 레닌그라드 공격이 레닌그라드 남부 100 km에서 멈추다.
- 7월 27일: 히틀러가 북부 집단군을 방문하여 진격이 지연되는 것에 대해 화를 냈다. 그는 빌헬름 리터 폰 레프에게 12월까지 레닌그라드를 점령하라고 명령했다.[50]
- 7월 31일: 핀란드군이 카렐리야 지협의 소련 23 군을 공격하면서 겨울 전쟁 이전의 핀란드 국경에 도달했다.
- 8월 20일~9월 8일: 레닌그라드의 산업, 학교, 병원, 주거 지역에 대해 포격이 있었다.
- 8월 21일: 히틀러 제34 지침에서 "핀란드군과 함께 레닌그라드를 포위"하라는 명령을 내렸다.[53]
- 8월 20일~27일: 민간인 대피가 레닌그라드로 이어지는 철도 및 도로에 대한 공격으로 인해 중단되었다.[54]
- 8월 31일: 핀란드군이 방어 태세에 들어서고 전선을 더 이상 진군하지 않는다.[27] 이 전선은 1939년 겨울 전쟁 이전 핀란드의 국경선이다.[27]
- 9월 6일: 독일 국방군 최고 사령부의 알프레트 요들이 핀란드군에게 레닌그라드 공격을 계속하라고 설득하는 데 실패한다.[29]
- 9월 2일~9일: 핀란드군이 벨루스트로프와 잉구시 북부 해안지대를 점령하고 완전 방어 태세에 들어선다.[35][55]
- 9월 8일: 독일군이 라도가호에 도달하면서 레닌그라드 육지를 완전히 포위한다.[16][50]
- 9월 10일: 이오시프 스탈린이 레닌그라드 전선군 지휘관에 클리멘트 보로실로프를 해임하고 게오르기 주코프를 임관하다.[56]
- 9월 12일: 레닌그라드에서 가장 큰 식품 저장소인 바다예브스키 상점이 독일의 포격으로 파괴되다.[57]
- 9월 15일: 빌헬름 리터 폰 레프의 4 기갑군이 모스크바 공방전을 위해 전선에서 중앙 집단군으로 재배치된다.[58]
- 9월 19일: 독일군이 레닌그라드 10 km까지 진군하고 정지한다. 시민들이 수비선에서 전투에 참가하기 시작한다.

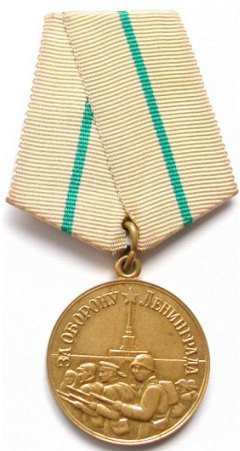
1942년 12월 22일 소련군 장교 1,496,000명이 레닌그라드 방어전 공로로 훈장을 수여받았다.

- 9월 22일: 히틀러가 "상트페테르부르크는 지구상에서 사라져야 한다"고 발언.[59]
- 9월 22일: 히틀러가 "...우리는 민간인 생명을 구하는 데에 전혀 관심이 없다"라고 발언.[59]
- 11월 8일: 히틀러가 뮌헨에서의 연설에서 "레닌그라드는 굶어죽여야 한다"라고 발언.[16]
- 11월 10일: 소련군의 반격이 시작되어 11월 30일까지 독일군은 티흐빈에서 볼호프강으로 퇴각하여 레닌그라드 동부의 스비리강에서 핀란드군과 조우하는 것을 미연에 방지하다.[60]
- 12월: 윈스턴 처칠이 그의 일기에서 "레닌그라드는 포위되었지만, 절대로 점령되지 않을 것이다"라고 썼다.[61]
- 12월 6일: 영국이 핀란드에 선전포고하다. 이후 캐나다, 호주, 인도, 뉴질랜드가 차례로 선전포고한다.[62]

### 1942년
- 1월 7일: 소련의 리유반 공세가 시작되다. 16주간의 공세가 실패하여 2 충격군이 손실을 입었다.
- 1월: 소련군이 포위를 풀기 위해 네브스키 퍄타초크 교두보 전투를 시작한다. 이 전투는 1943년 5월까지 지속되었지만 부분적인 성공만 거두었다. 양 측 모두 많은 사상자를 입었다.
- 4월 4일~30일: 루프트바페의 레닌그라드 해상에 위치한 발트 함대 공격 작전인 에이스 스토스 작전이 실패한다.[63]
- 6월 ~ 9월: 38cm 지크프리트 K (E)라는 열차포를 투입하여 포 무게 약 800 kg의 포격을 시작한다.
- 8월: 스페인 청색 사단(División Azul)이 레닌그라드로 배치된다.
- 8월 14일 ~ 10월 27일: 내빌 데타츠먼트 K가 라도가 호수의 소련 보급로와 충돌하다.[16][36][38]
- 8월 19일: 소련군이 8주 길이의 신야비노 공세를 시작시켜 포위 해제에는 실패했지만, 독일군의 노르드니흐트 작전을 무력화시킨다.[64]

### 1943년

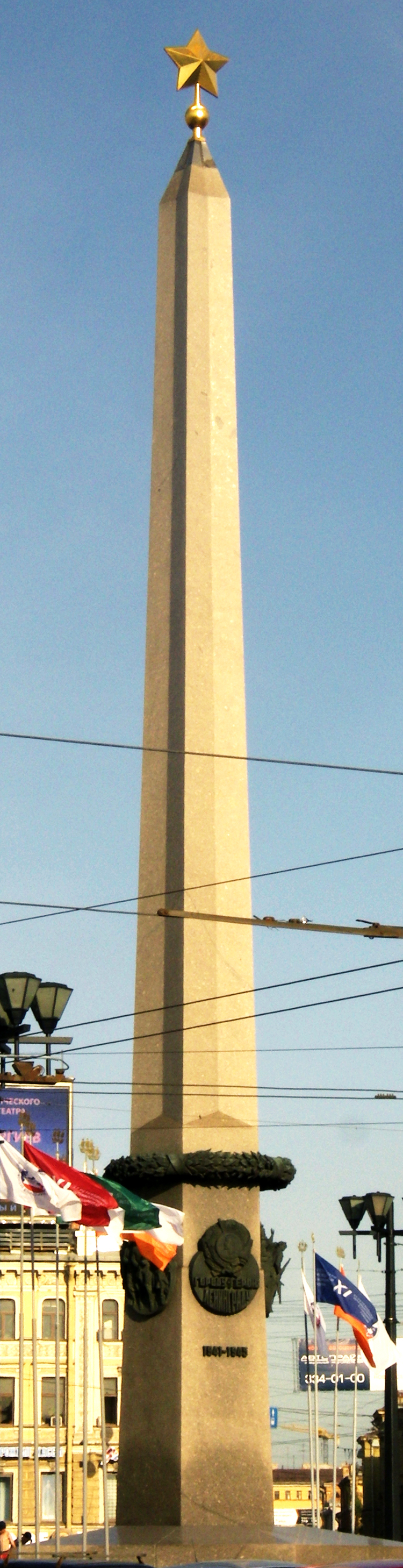
레닌그라드 영웅 도시 오벨리스크.

- 1월 ~ 12월: 레닌그라드 포격이 대폭 증가하다.
- 1월 12일 ~ 30일: 소련의 이스크라 작전을 통해 라도가 호수를 따라 육지 길이 열린다. 육지 포위망이 해제되었다.
- 2월 10일 ~ 4월 1일: 포위망을 해제할려는 폴랴르냐 즈베즈다 작전이 실패하다.

### 1944년
- 1월 14일 ~ 3월 1일: 포위전을 끝내기 위한 소련군의 몇몇 공세들이 시작한다.
- 1월 27일: 레닌그라드 포위전이 끝나다. 독일군은 도시에서 60 ~ 100 km 외로 후퇴하다.
- 1월: 독일군이 후퇴하기 전에 차르의 역사적인 궁전인 예카테리나 궁전, 페테르호프 궁전, 가치나, 스트렐나를 약탈하고 파괴한다. 상트페테르부르크에 위치한 다른 역사적 랜드마크 및 교외 주택이 약탈되고, 많은 수의 귀중한 예술품들은 나치 독일 본토로 이동된다.
- 포위전 기간 동안 레닌그라드 도시 및 교외의 주택 3,200채, 목조 주택 9,000채(모두 태워짐), 공장 시설 840채가 파괴되었다.[65]

## 같이 보기
- 제2차 세계 대전 기간의 인명 손실
- 기근 목록
- 레닌그라드 공방전의 도시 영향
- 1942년 북극광 작전
- 나치즘의 영향
- 레닌그라드 영웅 도시 오벨리스크
- 피스카료브스코예 메모리얼 광장
- 레닌그라드 사건
- 추축국
- 동부 전선 (제2차 세계 대전)
- 바르바로사 작전
- 스탈린그라드 전투
- 제1차 세계대전

## 참고 문헌
- Barber, John; Dzeniskevich, Andrei (2005), 《Life and Death in Besieged Leningrad, 1941–44》, Palgrave Macmillan, New York, ISBN 1-4039-0142-2
- Baryshnikov, N. I. (2003), 《Блокада Ленинграда и Финляндия 1941–44 (Finland and the Siege of Leningrad)》, Институт Йохана Бекмана
- Glantz, David (2001), 《The Siege of Leningrad 1941–44: 900 Days of Terror》, Zenith Press, Osceola, WI, ISBN 0-7603-0941-8
- Goure, Leon (1981), 《The Siege of Leningrad》, Stanford University Press, Palo Alto, CA, ISBN 0-8047-0115-6
- Granin, Daniil Alexandrovich (2007), 《Leningrad Under Siege》, Pen and Sword Books Ltd, ISBN 978-1-84415-458-6, 2007년 12월 15일에 원본 문서에서 보존된 문서, 2013년 8월 25일에 확인함
- Kirschenbaum, Lisa (2006), 《The Legacy of the Siege of Leningrad, 1941–1995: Myth, Memories, and Monuments》, Cambridge University Press, New York, ISBN 0-521-86326-0
- Klaas, Eva (2010), 《Küüditatu kirjutas oma mälestused raamatuks (in Estonian: A Deportee Published His Memories in Book)》 (에스토니아어), Virumaa Teataja
- Lubbeck, William; Hurt, David B. (2010), 《At Leningrad's Gates: The Story of a Soldier with Army Group North》, Casemate, ISBN 1-935149-37-7
- Platonov, S. P. (ed.) (1964), 《Bitva za Leningrad》, Voenizdat Ministerstva oborony SSSR, Moscow
- Anna Reid: Leningrad: The Epic Siege of World War II, 1941–1944. Walker and Co., New York 2011. ISBN 978-0-8027-1594-4
- Salisbury, Harrison Evans (1969), 《The 900 Days: The Siege of Leningrad》, Da Capo Press, ISBN 0-306-81298-3
- Simmons, Cynthia; Perlina, Nina (2005), 《Writing the Siege of Leningrad. Women's diaries, Memories, and Documentary Prose》, University of Pittsburgh Press, ISBN 978-0-8229-5869-7
- Willmott, H. P.; Cross, Robin; Messenger, Charles (2004), 《The Siege of Leningrad in World War II》, Dorling Kindersley, ISBN 978-0-7566-2968-7
- Wykes, Alan (1972), 《The Siege of Leningrad, Ballantines Illustrated History of WWII》

추가 자료
- Backlund, L. S. (1983), 《Nazi Germany and Finland》, University of Pennsylvania. University Microfilms International A. Bell & Howell Information Company, Ann Arbor, Michigan
- Baryshnikov, N. I.; Baryshnikov, V. N. (1997), 《Terijoen hallitus》, TPH
- Baryshnikov, N. I.; Baryshnikov, V. N.; Fedorov, V. G. (1989), 《Finlandia vo vtoroi mirivoi voine (Finland in the Second World War)》, Lenizdat, Leningrad
- Baryshnikov, N. I.; Manninen, Ohto (1997), 《Sodan aattona》, TPH
- Baryshnikov, V. N. (1997), 《Neuvostoliiton Suomen suhteiden kehitys sotaa edeltaneella kaudella》, TPH
- Bethel, Nicholas; Alexandria, Virginia (1981), 《Russia Besieged》, Time-Life Books, 4th Printing, Revised
- Brinkley, Douglas; Haskey, Mickael E. (2004), 《The World War II. Desk Reference》, Grand Central Press
- Carell, Paul (1963), 《Unternehmen Barbarossa — Der Marsch nach Russland》
- Carell, Paul (1966), 《Verbrannte Erde: Schlacht zwischen Wolga und Weichsel (Scorched Earth: The Russian-German War 1943–1944)》, Verlag Ullstein GmbH, (Schiffer Publishing), ISBN 0-88740-598-3
- Cartier, Raymond (1977), 《Der Zweite Weltkrieg (The Second World War)》, R. Piper & CO. Verlag, München, Zürich
- Churchill, Winston S., 《Memoires of the Second World War. An abridgment of the six volumes of The Second World War》, Houghton Mifflin Company, Boston, ISBN 0-395-59968-7
- Clark, Alan (1965), 《Barbarossa. The Russian-German Conflict 1941–1945》, Perennial, ISBN 0-688-04268-6
- Fugate, Bryan I. (1984), 《Operation Barbarossa. Strategy and Tactics on the Eastern Front, 1941》, Presidio Press, ISBN 978-0-89141-197-0 |publisher=에 templatestyles stripmarker가 있음(위치 17) (도움말)
- Ganzenmüller, Jörg (2005), 《Das belagerte Leningrad 1941–1944》, Ferdinand Schöningh Verlag, Paderborn, ISBN 3-506-72889-X
- Гречанюк, Н. М.; Дмитриев, В. И.; Корниенко, А. И. (1990), 《Дважды, Краснознаменный Балтийский Флот (Baltic Fleet)》, Воениздат
- Higgins, Trumbull (1966), 《Hitler and Russia》, The Macmillan Company
- Jokipii, Mauno (1987), 《Jatkosodan synty (Birth of the Continuation War)》, ISBN 951-1-08799-1
- Juutilainen, Antti; Leskinen, Jari (2005), 《Jatkosodan pikkujättiläinen》, Helsinki
- Kay, Alex J. (2006), 《Exploitation, Resettlement, Mass Murder. Political and Economic Planning for German Occupation Policy in the Soviet Union, 1940 – 1941》, Berghahn Books, New York, Oxford
- Miller, Donald L. (2006), 《The story of World War II》, Simon $ Schuster, ISBN 0-7432-2718-2
- National Defence College (1994), 《Jatkosodan historia 1–6》, Porvoo, ISBN 951-0-15332-X
- Seppinen, Ilkka (1983), 《Suomen ulkomaankaupan ehdot 1939–1940 (Conditions of Finnish foreign trade 1939–1940)》, ISBN 951-9254-48-X
- Симонов, Константин (1979), 《Записи бесед с Г. К. Жуковым 1965–1966》, Hrono
- Suvorov, Victor (2005), 《I take my words back》, Poznań, ISBN 966-6968-746
- Vehviläinen, Olli; McAlister, Gerard (2002), 《Finland in the Second World War: Between Germany and Russia》, Palgrave